# Soo Ae
Park Soo-ae (nascuda el 16 de setembre de 1979), coneguda com a Soo Ae, és una actriu sud-coreana.

## Carrera
Va començar la seva carrera en la televisió, però després de la seva sortida a A Family (2004), va passar a ser protagonista principal en diverses pel·lícules, especialment a Sunny (2008) i Midnight FM (2010). També va participar en els populars melodrames Emperador del Mar (2004), Mil Dies' Promesa (2011), Reina de l'Ambició (2013) i Màscara (2015). En 2016 va fer la seva tornada a la comèdia romàntica en el drama Sweet Stranger and Me.

## Filmografia

### Pel·lícules
| Any  | Títol                  | Rol                                  |
| ---- | ---------------------- | ------------------------------------ |
| 2004 | A Family               | Lee Jeong-eun                        |
| 2005 | Wedding Campaign       | Kim Lara                             |
| 2006 | Once in a Summer       | Seo Jung-in                          |
| 2008 | Sunny                  | Soon-yi / Sunny                      |
| 2009 | The Sword with No Name | Min Ja-young, Emperadriu Myeongseong |
| 2010 | Midnight FM            | Ko Sun-young                         |
| 2013 | The Flu                | Kim In-hae                           |
| 2016 | Take Off 2             | Ji-won                               |
| 2018 | High Society           |                                      |

### Sèries televisives
| Any  | Títol                            | Rol                     | Canal       |
| ---- | -------------------------------- | ----------------------- | ----------- |
| 1999 | School 2                         | convidada               | KBS1        |
| 2002 | MBC Best Theater: One Sided Love | MBC                     |             |
| 2002 | The Maengs' Golden Era           | Heo Joo-yeon            | MBC         |
| 2003 | Love Letter                      | Jo Eun-ha               | MBC         |
| 2003 | Merry Go Round                   | Seong Jin-kyo           | MBC         |
| 2004 | April Kiss                       | Song Chae-won           | KBS2        |
| 2004 | Emperor of the Sea               | Lady Jung-hwa           | KBS2        |
| 2007 | Two Outs in the Ninth Inning     | Hong Nan-hee            | MBC         |
| 2010 | Athena: Goddess of War           | Yoon Hye-in             | SBS         |
| 2011 | A Thousand Days' Promise         | Llegeix Seu-yeon        | SBS         |
| 2012 | Love For Everyone: The Plan      | cameo                   | MBC Every 1 |
| 2013 | Queen of Ambition                | Joo Dona-hae            | SBS         |
| 2015 | Mask                             | Byun Ji-sook/Seu Eun-ha | SBS         |
| 2016 | Sweet Stranger and Me            | Hong Na-ri              | KBS2        |

## Premis i nominacions
| Any  | Premi                                             | Categoria                                         | Nominació                   | Resultat  |
| ---- | ------------------------------------------------- | ------------------------------------------------- | --------------------------- | --------- |
| 2003 | MBC Drama Awards                                  | millor actriu nova                                | Love Letter, Merry Go Round | Guanyador |
| 2004 | 25th Blue Dragon Film Awards                      | millor actriu nova                                | A Family                    | Guanyador |
| 2004 | 3rd Korean Film Awards                            | millor actriu nova                                | A Family                    | Guanyador |
| 2004 | 7th Director's Cut Awards                         | millor actriu nova                                | A Family                    | Guanyador |
| 2005 | 2nd Max Movie Awards                              | millor actriu                                     | A Family                    | Guanyador |
| 2005 | 41st Baeksang Arts Awards.                        | millor actriu nova (pel·lícula)                   | A Family                    | Guanyador |
| 2005 | 42nd Grand Bell Awards                            | millor actriu nova                                | A Family                    | Nominat   |
| 2005 | KBS Drama Awards                                  | millor parella amb Song Il-gook                   | Emperor of the Sea          | Guanyador |
| 2005 | KBS Drama Awards                                  | premi alta excel·lència                           | Emperor of the Sea          | Guanyador |
| 2007 | Korea TV Advertising Festival                     | millor parella amb Jang Dong-gun                  | Maxim CF                    | Guanyador |
| 2008 | 4th Premiere Rising Star Awards                   | estel en ascens                                   | Sunny                       | Guanyador |
| 2008 | 17th Buil Film Awards                             | millor actriu                                     | Sunny                       | Guanyador |
| 2008 | 28th Korean Association of Film Critics Awards    | millor actriu                                     | Sunny                       | Guanyador |
| 2008 | 28th Arts Council Korea                           | millor artista de l'any,cinema                    | Sunny                       | Guanyador |
| 2008 | 31st Golden Cinematography Awards                 | actriu més popular                                | Sunny                       | Guanyador |
| 2008 | 29th Blue Dragon Film Awards                      | millor actriu                                     | Sunny                       | Nominat   |
| 2009 | 45th Baeksang Arts Awards                         | millor actriu (cinema)                            | Sunny                       | Nominat   |
| 2009 | 46th Grand Bell Awards                            | millor actriu                                     | Sunny                       | Guanyador |
| 2009 | 17th Korean Culture and Entertainment Awards      | millor actriu (cinema)                            | Sunny                       | Guanyador |
| 2010 | 47th Savings Day                                  | recomanació primer ministre                       | [NA]: {{{1}}}               | Guanyador |
| 2010 | 31st Blue Dragon Film Awards                      | millor actriu                                     | Midnight FM                 | Guanyador |
| 2010 | 6th University Film Festival of Korea             | millor actriu                                     | Midnight FM                 | Guanyador |
| 2011 | 47th Baeksang Arts Awards                         | millor actriu (cinema)                            | Midnight FM                 | Nominat   |
| 2011 | 15th Puchon International Fantastic Film Festival | premi d'actors                                    | [NA]: {{{1}}}               | Guanyador |
| 2011 | 27th Korea Best Dresser Swan Awards               | millor vestida, categoria actriu de cinema        | [NA]: {{{1}}}               | Guanyador |
| 2011 | SBS Drama Awards                                  | Top 10 Stars                                      | A Thousand Days' Promise    | Guanyador |
| 2011 | SBS Drama Awards                                  | premi excel·lència, Actriu de Drama               | Athena: Goddess of War      | Nominat   |
| 2011 | SBS Drama Awards                                  | premi alta excel·lència, Actriu de Drama          | A Thousand Days' Promise    | Guanyador |
| 2012 | 48th Baeksang Arts Awards                         | millor actriu (TV)                                | A Thousand Days' Promise    | Nominat   |
| 2012 | 5th Korea Drama Awards                            | premi alta excel·lència, Actriu                   | A Thousand Days' Promise    | Nominat   |
| 2013 | 7th Mnet 20's Choice Awards                       | 20's Drama Star - Femenina                        | Queen of Ambition           | Nominat   |
| 2013 | 8th Seoul International Drama Awards              | Korean Drama Actriu                               | Queen of Ambition           | Nominat   |
| 2013 | 6th Korea Drama Awards                            | premi excel·lència, Actriu                        | Queen of Ambition           | Nominat   |
| 2013 | 2nd APAN Star Awards                              | premi alta excel·lència, Actriu                   | Queen of Ambition           | Nominat   |
| 2013 | SBS Drama Awards                                  | premi alta excel·lència, Actriu de Drama especial | Queen of Ambition           | Nominat   |
| 2015 | 4th APAN Star Awards                              | premi alta excel·lència, Actriu Miniseries        | Mask                        | Nominat   |
| 2015 | Grimae Awards                                     | millor actriu                                     | Mask                        | Guanyador |
| 2015 | SBS Drama Awards                                  | premi del públic                                  | Mask                        | Nominat   |
| 2015 | SBS Drama Awards                                  | millor parella amb Dj. Ji-hoon                    | Mask                        | Nominat   |
| 2016 | KBS Drama Awards                                  | premi excel·lència, Actriu Miniseries             | Sweet Stranger and Me       | Nominat   |